# Овусу Бенсон
Овусу Бенсон (англ. Owusu Benson, нар. 22 березня 1977, Аккра) — ганський футболіст, що грав на позиції півзахисника.

## Клубна кар'єра
Розпочав грати на батьківщині в клубі «Гартс оф Оук». У сезоні 1994/95 виступав у вищому дивізіоні Румунії, де грав за «Спортул». З 1995 року став грати у Швейцарії, де виступав аж до завершення кар'єри у 2012 році, зігравши у восьми різних клубах. Лише 2000 року футболіст виступав поза Швейцарією, провівши сезон за японський клуб «ДЖЕФ Юнайтед Ітіхара Тіба».

## Виступи за збірну
1999 року зіграв один матч у складі національної збірної Гани.